# آی‌ام‌جی مادلز
آی‌اِم‌جی مادِلز (به انگلیسی: IMG Models) یک بنگاه مدلینگ است که دفتر مرکزی آن در شهر نیویورک واقع است و دفاتر دیگری نیز در لندن، لس آنجلس، میلان، پاریس و سیدنی دارد. آی‌ام‌جی مادلز که یک شرکت تابعه است، وظیفه مدیریت و رسیدگی به مدل‌ها را بر عهده دارد. این بنگاه به عنوان نماینده بیش از نیمی از پردرآمدترین سوپرمدل‌ها فعالیت می‌کند.

## مدل‌ها
برخی از مدل‌هایی که هم‌اکنون آی‌ام‌جی مادلز نماینده آن‌هاست:
- کارا دلوین[۳]
- بلا حدید
- جی‌جی حدید
- انور حدید
- تیلور هیل
- پاریس جکسون
- باربارا پالوین
- هیلی بیبر[۴]
- مدی زیگلر[۵]
- مونتانا کاکس
- جردن دان
- جورجیا فاولر
- جرجیا می جگر
- یومی لمبرت
- آماندا مورفی[۶][۷]
- دون ویندزر[۸]
- شانینا شیک[۹]
- ساشا پیووارووا[۱۰]
- نیکولا پلتز
- کامیلا مورون
- کریسی تیگن
- پاپی دلوین
- امیلی دیدوناتو
- لی‌لی دونالدسون
- کارن السون
- هیلاری رودا[۱۱][۱۲]
- اشلی گراهام
- السا هوسک
- مارتا هانت
- شانل ایمان
- هانا جتر
- میراندا کر
- کارلی کلاوس
- آنجلا لیندوال
- ساشا لوس
- تارا لین
- نوا میلز
- کیت ماس
- استفانی سیمور
- هری نف[۱۳]
- دمی-لی نل-پیترز
- ویل پلتز
- کلی رورباک
- ارین ویسون[۱۴]
- ویتا سیدورکینا[۱۵]
- الساندرا آمبروزیو
- جما وارد
- مدی زیگلر
- کلی رورباک